# Širli-myrli
Širli-myrli (Ширли-мырли) è un film del 1995 diretto da Vladimir Men'šov.

## Trama
Il film racconta una storia incredibile di fratelli gemelli che non si sono mai sentiti prima. Uno di loro divenne un barone zingaro; un altro divenne un famoso musicista, il terzo divenne un ladro e un truffatore.